# Consell General de la Vall del Marne
El Consell General de la Vall del Marne és l'assemblea deliberant executiva del departament francès de la Vall del Marne a la regió d'Illa de França. La seva seu es troba a Créteil. Des de 2001, el president és Christian Favier (PCF).

## Antics presidents del Consell
| Data d'elecció | Identitat        | Partit | Qualitat |
| -------------- | ---------------- | ------ | -------- |
| 1968-1970      | Gaston Viens     | PCF    |          |
| 1970-1976      | Roland Nungesser | UDR    |          |
| 1976-2000      | Michel Gemma     | PCF    |          |
| 2001-          | André Messager   | PCF    |          |
|                |                  |        |          |

## Composició
El Consell General de la Vall del Marne és constituït per 49 elegits pels 49 cantons de la Vall del Marne.

## Grups polítics al Consell general

### Mandat presidencial 2008-2011
| Grups polítics                                 | Electes | President           |
| ---------------------------------------------- | ------- | ------------------- |
| Grup comunista                                 | 16      | Pascal Savoldelli   |
| Grup Esquerra Ciutadana (CAP - Les Verts - PG) | 4       | Joseph Rossignol    |
| Grup socialista i republicà                    | 11      | Jean-Jacques Bridey |
| Grup UMP                                       | 17      | Jacques JP Martin   |
| No inscrit (DVD)                               | 1       |                     |

### Mandat presidencial 2011-2014
| Grups polítics                                                      | Electes | President           |
| ------------------------------------------------------------------- | ------- | ------------------- |
| grup Front de gauche, Partit Comunista, Partit d'Esquerra i Ciutadà | 18      | Pascal Savoldelli   |
| groupe Gauche citoyenne - Europa Ecologia-Els Verds                 | 3       | Daniel Breuiller    |
| grup d'electes Socialistes i Republicans                            | 10      | Jean-Jacques Bridey |
| grup Centristes i Independents (MoDem - DVD - Nou Centre)           | 3       | Jean Eroukhmanoff   |
| grup Majoria presidencial i propers                                 | 14      | Bruno Tran          |
| No inscrit (DVD)                                                    | 1       |                     |